# Branston (Staffordshire)
Branston – wieś w Anglii, w hrabstwie Staffordshire, w dystrykcie East Staffordshire. Leży 31 km na wschód od miasta Stafford i 177 km na północny zachód od Londynu.